# Derailment
Derailment (deutsch: „Entgleisung“) oder auch Derailing (deutsch: „Entgleisen“, umgangssprachlich: „aus dem Ruder Laufen“) ist ein Anglizismus, der als transitive Konstruktion – „etwas zum Entgleisen bringen“ – oder intransitiv als „außer Kontrolle geratendes Verhalten“ verwendet wird. In der Wirtschaftspsychologie bezeichnet Derailing fatale Verhaltensweisen unkontrolliert agierender Führungskräfte. Innerhalb der Argumentationstheorie und diskursiven Strategieforschung hat sich der Begriff für eine Reihe von Taktiken etabliert, mit denen Debatten absichtsvoll zum Entgleisen gebracht werden. In diesem Zusammenhang fand der Begriff zunächst Eingang in einschlägige wissenschaftliche Veröffentlichungen im englischsprachigen Raum, nachfolgend auch in deutsche Fachpublikationen und schließlich in populärwissenschaftliche Literatur.

## Derailment als Diskussionsstrategie
Das englische Wort „Derailment“ ist wie seine deutsche Entsprechung Entgleisung ein ursprünglich aus dem schienengebundenen Verkehrswesen stammender Begriff. Als Metapher verweist er bildhaft auf ein Schienenunglück. In Verbindung mit dem Wort „Taktiken“ wird als Begriffspaar signalisiert, dass der unglückliche Diskussionsverlauf nicht schicksalhaft entsteht, sondern absichtsvoll herbeigeführt wird.
Als Oberbegriff fasst Derailment eine Reihe rhetorischer Taktiken zusammen, die sich insbesondere in der Netzkommunikation und anderen sozialen Medien verbreitet haben und dazu dienen, Diskussionen zu manipulieren. In diesem Wortsinn beruht Derailment auf der Absicht, ein Gespräch mit Hilfe gezielter Strategien des Argumentierens in eine andere als die ursprünglich gewollte Richtung zu leiten, vom Thema abzulenken oder Kontroversen eskalieren zu lassen. So verstanden läuft Derailment einer guten Streitkultur zuwider. Mit Aufkommen und Verbreitung des Internets werden Algorithmen und virale Effekte zunehmend strategisch genutzt, um Diskussionen – und darüber hinaus gesellschaftliche Vorgänge oder Wahlen – zu manipulieren. Infolgedessen haben sich Begriffe wie Fake News (in manipulativer Absicht verbreitete Falschmeldungen) oder Whataboutism (Ablenkung von Kritik durch Fokussieren auf andere Missstände) als neue Anglizismen bzw. sogenannte Neologismen etabliert. Praktisch reicht ihre Verwendung von einer Nebenbemerkung bis zum Versuch, eine Diskussion zu dominieren und Deutungshoheit über das anstehende Thema zu gewinnen. Besonders populäre, dem Derailing dienliche Sophismen, wie das Totschlag-, Dammbruch- und Strohmann-Argument oder der Nazi-Vergleich haben Eingang in die Umgangssprache gefunden.
Im Jahr 2009 fand der Begriff Derailment Eingang in die Argumentations- und Strategieforschung, beispielsweise durch Frans van Eemeren. Spätestens mit Florian Wanoschek kam der Begriff drei Jahre später im wissenschaftlichen Diskurs des deutschen Sprachraumes an. Er etablierte sich schließlich in der alltäglichen Sprachkultur, ebenfalls mit der Bedeutung einer Einflussnahme auf Diskussionen, die anderen Zwecken als einer Verständigung dienen sollen.

### Derailment im Netz
Johnny Haeusler, Organisator der Web-Konferenz re:publica, definiert Derailing als „Ablenkungsstrategie in Webdiskussionen“. Im Unterschied zu Internettrollen geben „Derailer“ vor, am Thema interessiert zu sein, reißen dann aber die Diskussion an sich, um sie aus dem Ruder laufen zu lassen. Dabei würden mitunter Scheinidentitäten, sogenannte Sockenpuppen, mit verschiedenen IP-Adressen genutzt, um sich selbst zuzustimmen und eine Mehrheit vorzutäuschen. Besonders häufig komme diese Kommunikationsstrategie vor, wenn es um rechtsradikale Positionen gehe. Haeusler färbt solche Kommentare auf seinem Blog Spreeblick weiß und hat damit seine „Lösung für Kommentare zwischen Trolling und echten Diskussionsbeiträgen“ gefunden.
Andreas Weck, Redakteur der Onlineplattform t3n, machte in seiner Kolumne unter dem Titel Derailing im Netz auf die bevorzugt ideologischen Gründe als Motiv des Derailings aufmerksam. Beiträge mit gesellschaftlichem Fokus liefen ständig Gefahr, „in den Kommentarspalten entgleist zu werden“. Manche Kommentare hätten keinen anderen Zweck, als andere „lächerlich zu machen“.

### Derailment-Taktiken
Als Teil seiner Kolumne Na logisch! in dem Magazin Hohe Luft veröffentlichte der Philosoph Daniel-Pascal Zorn 2016 zwei Beiträge über Derailment-Taktiken. „Derailment-Taktiken zielen nicht auf die Sache“, so Zorn, „sondern auf den Sieg, selbst wenn er unfair und schmutzig erkämpft“ würde. Polemiker legitimierten ihr Handeln gern nach dem Motto „Wer fair kämpft, hat schon verloren“. Sie hielten sich selbst für „rhetorisch unschlagbar“ und setzten reichlich „Zeichen […] ihrer Autorität“. Wer Diskussionen systematisch entgleisen lasse, wolle „beweisen […], wie mächtig er ist“. Dazu würden verschiedene Taktiken eingesetzt, die Zorn im Einzelnen beschreibt:
- Ablenkung und Antwortdiktat – als Versuche, sich „der Gesprächsführung zu bemächtigen“
- Verschieben des Torpfostens und Autoritätssimulation – als Versuche, „den Inhalt […] von vornherein festzulegen“
- Ironisierung – als Versuch, „die Rechtfertigungspflicht für die eigenen Aussagen willkürlich festzulegen“.[5][10]

Im zweiten Teil widmet sich Zorn „personalen Formen des Derailments“, die auf Beleidigung, Herabwürdigung und Diffamierung des Gesprächspartners zielen. Mit ihrer Hilfe solle die Glaubwürdigkeit des Gegenübers erschüttert oder dessen Einschüchterung erreicht werden. Man bezeichnet sie als Argumenta ad hominem (den Menschen betreffend) oder als Argumenta ad personam (auf die Person zielend). Beispiele, auf diese Weise die „soziale Hackordnung […] zu etablieren“, lassen sich zahlreich in alltäglichen Situationen finden. „Die Achillesferse der polemischen Gesprächshaltung ist ihr Exzess“, so Zorn. Deshalb müsse der „selbstgeschaffene Schein der eigenen Autorität und Überlegenheit“ ständig wiederholt werden, denn ohne diese Wiederholung schwinde er recht schnell. Derailment als „rhetorische[r] Krieg aller gegen alle“ werde ständig geprobt, „im Internet, aber auch auf der Straße und in einschlägigen Magazinen“.

## Derailment in der Wirtschaftspsychologie
In der Wirtschafts- und Organisationspsychologie bezeichnet Derailment ein personenbedingtes und erklärungsbedürftiges Scheitern von Führungskräften, das seit Mitte der 1980er Jahre im Bereich der Unternehmensberatung und Führungsforschung untersucht wird. Hier wurde der Begriff von Morgan McCall und Michael Lobardo in Off the Track: Why and How Successful Executives Get Derailed eingeführt.
Rainer Bäcker spricht in Management-Risiken. Überlegungen zum „Derailment“ von Führungskräften davon, dass „Führungskräfte mit ihren persönlichen Handlungsweisen in ihrer beruflichen Aufgabe nicht nur kurzfristig scheitern und über keine persönlichen Handlungsstrategien verfügen, mit diesem Zustand adäquat, das heißt lösungsorientiert, umzugehen“. Dem Scheitern gehe meist ein „langjähriger Prozess der beruflichen Überforderung“ voraus.

### Personenbezogene Faktoren
Im Jahr 2014 brachte die Zeitschrift Wirtschaftspsychologie ein gesondertes Themenheft unter dem Titel Managerversagen/Derailment (MvD) heraus. Darin veröffentlichten Rüdiger Hossiep und Olaf Ringelband eine Studie zur Persönlichkeit von Top-Managern. Sie diskutierten mögliche „dispositionelle Derailment-Risiken“ für Managerversagen und brachten die Persönlichkeit von Spitzen-Managern mit verschiedenen Persönlichkeitsstörungen in Verbindung. In einem Interview plädierte Hossiep für die Einführung eines Ethikchecks für Manager. Im selben Themenheft befassten sich Ulrike Starker und Rüdiger von der Weth mit dem Thema Emotion und Derailment und Thomas Giernalczyk u. a. mit Derailment aus psychodynamischer Perspektive.
In ihrer Dissertation ging Rabea Haag insbesondere dem innerseelischen Erleben von Führungskräften während eines Derailment-Geschehens nach und untersuchte dessen Auswirkungen: Richte sich die Reaktion auf das eigene Erleben nach innen, könnten sich Symptome einer Depression oder eines Burn-out entwickeln. Werde das Problem externalisiert, wären „Auseinandersetzungen mit dem Arbeitgeber oder […] Schikane von Mitarbeitern“ mögliche Folgen.
Der Wirtschaftspsychologe Kai Externbrink von der Hochschule für Oekonomie und Management (FOM) untersuchte gemeinsam mit Moritz Keil die sogenannte dunkle Triade von Persönlichkeitsmerkmalen in den Führungsetagen von Organisationen. Sie bestehe aus Narzissmus, Machiavellismus und Psychopathie. Gegenstand ihrer Untersuchungen sind „produktive und destruktive Facetten“, wobei die Psychopathie im subklinischen Bereich verortet wird. Derailment wird dabei als möglicher Verhaltensbereitschaft ein gesonderter Abschnitt gewidmet. In den drei Dimensionen der „dunklen Triade“ unterscheiden sich laut Externbrink und Keil Frauen und Männer signifikant.
Heidi Möller und Alessa Antonia Müller legten 2017 ihren Beitrag Manager-Derailment in der Zeitschrift Gruppe. Interaktion. Organisation vor. Das Managerversagen sei „lange tabuisiert“ worden, erhalte aber „aktuell immer mehr Aufmerksamkeit sowohl in der Tagespresse als auch im Forschungskontext“. Aus „empirisch belegte[n] Risiko- und Resilienzfaktoren“ leiten sie Empfehlungen „für die Praxis der Personalauswahl und -entwicklung“ ab.
Herbert Csef vom Universitätsklinikum Würzburg widmete sich dem speziellen und in doppelter Hinsicht bedeutsamen Aspekt des Narzissmus als Basis für Derailment von Führungskräften. Einerseits seien narzisstische Persönlichkeiten für die Aufgabe des Managements „besonders prädestiniert“, andererseits könnten sie „durch genau diesen Narzissmus besonders zerstörerisch wirken“.

### Folgen für das Unternehmen
In der Fachzeitschrift Personalführung wurde 2012 der Anteil der Führungskräfte, „die aufgrund ungünstiger Persönlichkeitsfaktoren scheitern“ im angelsächsischen Raum mit 40 Prozent angegeben. Diese Zahl sei jedoch nicht ohne Weiteres übertragbar, weil dort persönliche Defizite nicht in dem Maß tabuisiert würden wie andernorts. Als Folge der „Unberechenbarkeit des Vorgesetzten“ wurde bei den ihnen unterstellten Mitarbeitern Ohnmacht, Rückzug und eine abnehmende Bereitschaft zur Verantwortungsübernahme beobachtet.
Die Zeitschrift Organisationsberatung, Supervision, Coaching gab im Mai 2016 ein Themenheft über Derailment von Führungskräften heraus. „In den letzten Jahren häufen sich“, so Astrid Schreyögg in ihrem Editorial, Berichte über „Entgleisungen unterschiedlicher Art“, die Führungskräfte in „nicht mehr beherrschbare Zustände von Verwirrtheit“ stürzten. Solche Entgleisungen hätten „verheerende Auswirkungen“ nicht nur für die Führungskräfte und ihre Karriere, sondern auch für die Mitarbeiter und die gesamte Organisation. Rabea Haag und Heidi Möller von der Universität Kassel beschrieben „zwei potenzielle Verlaufsformen“: eine, bei der Führungskräfte gleichsam implodierten und dabei psychisch erkrankten, und eine zweite, bei der sie quasi explodierten und dabei „einen erheblichen Schaden in ihrem Umfeld anrichten“. Die Wirtschaftswissenschaftler Kuhn und Weibler warnen vor den Folgen des Derailments von Führungskräften für die unteren Führungsebenen. Wenn das Topmanagement entgleise, drohe im Rahmen eines kollusionären Zusammenspiels auch das „untere und mittlere Management“ zu entgleisen:

„Eine solche gesellschaftlich unverantwortliche Unternehmensführung korrespondiert (a) mit einem Top-Management, das moralisch entgleist ist (bad management), und stets Gefahr läuft, auch ökonomisch zu entgleisen (mad management), und (b) mit einem mittleren/unteren Management, das infolge andauernden Leistungsdrucks seinerseits zu moralischem Derailment neigt und durch ein individuelles Derailment (sad management) bedroht ist.“

Mit Erscheinungsformen destruktiven Führungsverhaltens überhaupt befassten sich Einarsen u. a. und definierten es als „wiederholtes und systematisches Verhalten eines Managers, welches den legitimen Interessen einer Organisation“ schade. In der zweiten des inzwischen in dritter Auflage von Simone Kauffeld herausgegebenen Lehrbuchs Arbeits-, Organisations- und Personalpsychologie für Bachelor findet sich der Hinweis, destruktives Verhalten werde „in einigen Unternehmen“ trotz negativer Konsequenzen „für die Geführten“ nicht nur „toleriert“ – sofern für die Ziele des Unternehmens „förderlich“ –, sondern sei „sogar explizit gewünscht, wenn sich das Unternehmen in einer Notlage“ befinde.

### Derailment in Diskussionen
- Scott F. Aikin, Robert B. Talisse: Why We Argue (And How We Should). A Guide to Political Disagreement in an Age of Unreason. 2. Auflage. Routledge, London 2019, ISBN 978-1-138-08741-5, S. 134–136 (englisch).
- Yeliz Demir: Derailment of Strategic Maneuvering in a Multi-Participant Tv Debate. The Fallacy of Ignoratio Elenchi. In: Mersin Üniversitesi Dil ve Edebiyat Dergisi. Band 15, Nr. 1. Mersin 2018, S. 25–58 (englisch).
- Frans H. van Eemeren: Strategic manoeuvering between rhetorical effectiveness and dialectical reasonableness. In: Henrique Jales Ribeiro (Hrsg.): Rhetoric and Argumentation in the Beginning of the XXIst Century. Coimbra 2009, S. 55–72 (englisch).
- Frans H. van Eemeren: Fallacies as derailments of argumentative discourse. Acceptance based on understanding and critical assessment. In: Journal of Pragmatics. Band 59, 2013, S. 141–152 (englisch).
- Frans H. van Eemeren, Bart Garssen (Hrsg.): From Argument Schemes to Argumentative Relations in the Wild. A Variety of Contributions to Argumentation Theory (= Argumentation Library. Band 35). Springer, Cham, ISBN 978-3-03028366-7, doi:10.1007/978-3-030-28367-4 (englisch, [2020]).
- Francisca A. Snoeck Henkemans: Praeterito as strategic manoeuvering. In: Henrique Jales Ribeiro (Hrsg.): Rhetoric and Argumentation in the Beginning of the XXIst Century. Coimbra 2009, S. 73–86 (englisch).
- Eveline T. Feteris: Strategic manoeuvres with linguistic arguments in legal decisions. In: Eveline T. Feteris (Hrsg.): Argumentation and the Application of Legal Rules. Amsterdam 2009, S. 55–73 (englisch).
- Florian Wanoschek: ‚Rationale Konsensenteignung‘ und die Rolle der Ablenkung in argumentativen Dialogen. Eine argumentationstheoretische und rhetorisch-pragmatische Untersuchung am Beispiel des argumentum ad hominem. Zugl. Univ. Diss. (= Studien zur Linguistik. Band 18). Lit, Berlin / Münster 2012, ISBN 978-3-643-11689-5.

### Derailment bei Führungskräften
- Rainer Bäcker, Rabea Haag: Derailment. wenn Führungskräfte aus der Spur geraten (= Andreas Gourmelon [Hrsg.]: Personalmanagement im öffentlichen Sektor. Band 11). Rehm, Heidelberg 2014, ISBN 978-3-8073-0380-2.
- Marisa Adelman Carson, Linda Rhoades Shanock, Eric D. Heggestad, Ashley M. Andrew, S. Douglas Pugh, Matthew Walter: The Relationship Between Dysfunctional Interpersonal Tendencies, Derailment Potential Behavior, and Turnover. In: Journal of business and psychology. Band 27, Nr. 3, 2012, S. 291–304, doi:10.1007/s10869-011-9239-0 (englisch).
- Adrian Furnham: The Elephant In the Boardroom. The Causes of Leadership Derailment. Palgrave Macmillan UK, London 2014, ISBN 978-1-349-31092-0 (englisch).
- Rabea Christiane Haag: Derailment bei Führungskräften (= Forum Beratungswissenschaft. Band 2). Kassel University Press, Kassel 2016, ISBN 978-3-7376-0062-0.
- Thomas Kuhn, Jürgen Weibler: Management-Derailment und System-Derailment. Zum Konnex zweier Probleme. In: Organisationsberatung, Supervision, Coaching. Band 23, Nr. 2, 2016, S. 133–146, doi:10.1007/s11613-016-0456-2.
- Heidi Möller, Alessa Antonia Müller: Manager-Derailment. In: Gruppe, Interaktion, Organisation. Zeitschrift für Angewandte Organisationspsychologie. Band 48, Nr. 4, 2017, ISSN 2366-6145, S. 351–354, doi:10.1007/s11612-017-0382-6.
- Fritz Westermann, G. Birkhan: Managementversagen und Derailment. In: Werner Sarges (Hrsg.): Management-Diagnostik. 4. Auflage. Hogrefe, Göttingen / Bern / Stockholm u. a. 2013, ISBN 978-3-8017-2385-9, S. 969 ff.
- Managerversagen und Derailment. In: Fritz Westermann, Michael Dick (Hrsg.): Wirtschaftspsychologie. Band 16, Nr. 3. Pabst Science Publ., 2014, ISSN 1615-7729.